# American Eagle Outfitters
American Eagle Outfitters es una marca estadounidense de ropa y accesorios, con sede central al sur de Pittsburgh, Pensilvania.
Fundada en 1977 por los hermanos Jerry y Mark Silverman como una subsidiaria de Retail Ventures, Inc., una compañía que poseía y manejaba Silverman's Menswear. En 1991 los hermanos vendieron su parte de la empresa a Jacob Price de Knoxville. American Eagle Outfitters es una compañía hermana de Aerie y de 77 kids.
La marca va dirigida a personas entre 15 y 25 años. La compañía posee un total de 911 tiendas de American Eagle y 158 tiendas independientes de Aerie. La primera tienda de American Eagle fue abierta en 1977 en Twelve Oaks Mall en Novi, Míchigan.
La marca posee una variedad de productos como jeans, camisas polo, camisetas, camisas, boxers, chamarras, sudaderas y trajes de baño.

## Desarrollo

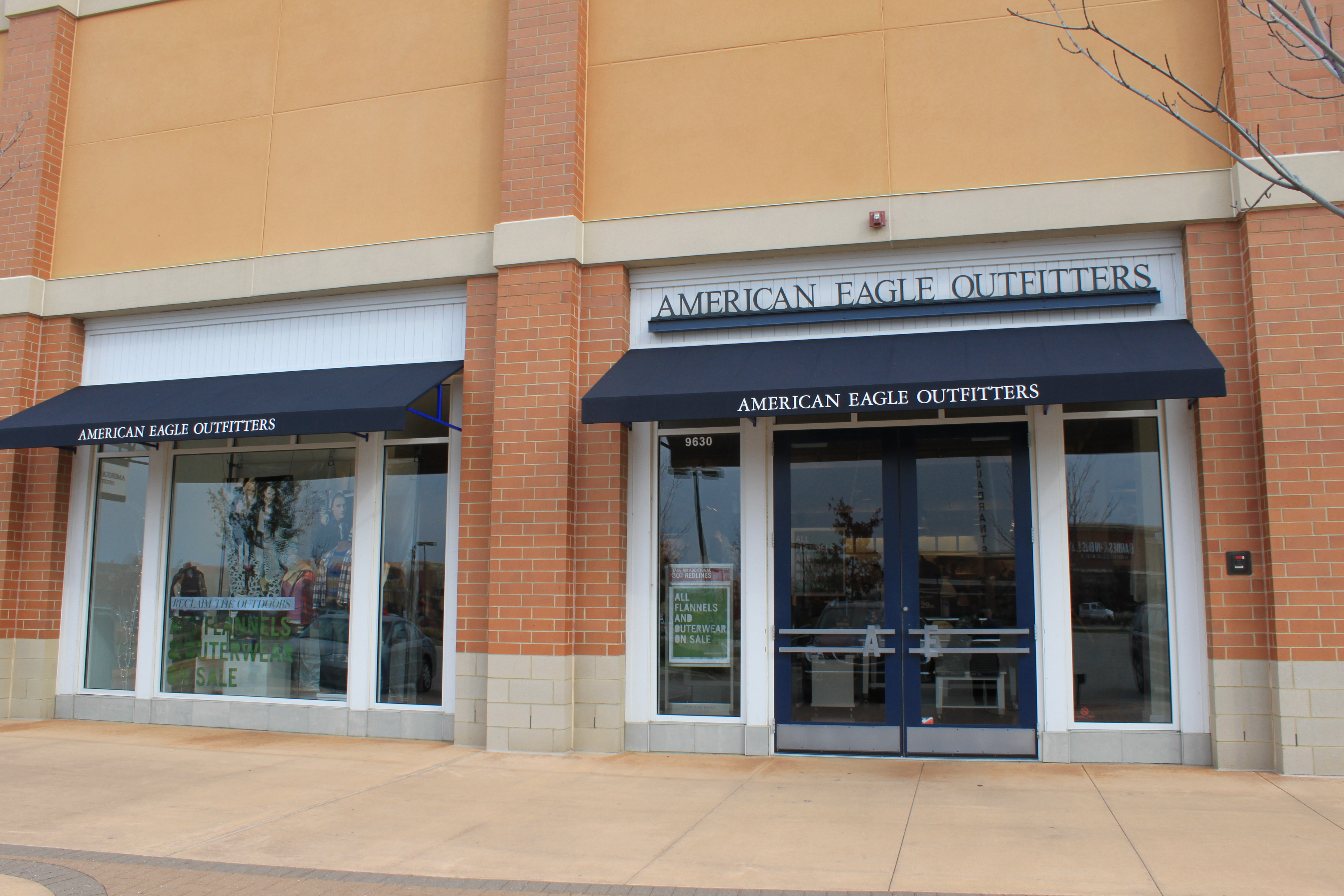
American Eagle Outfitters, Green Oak Village Place

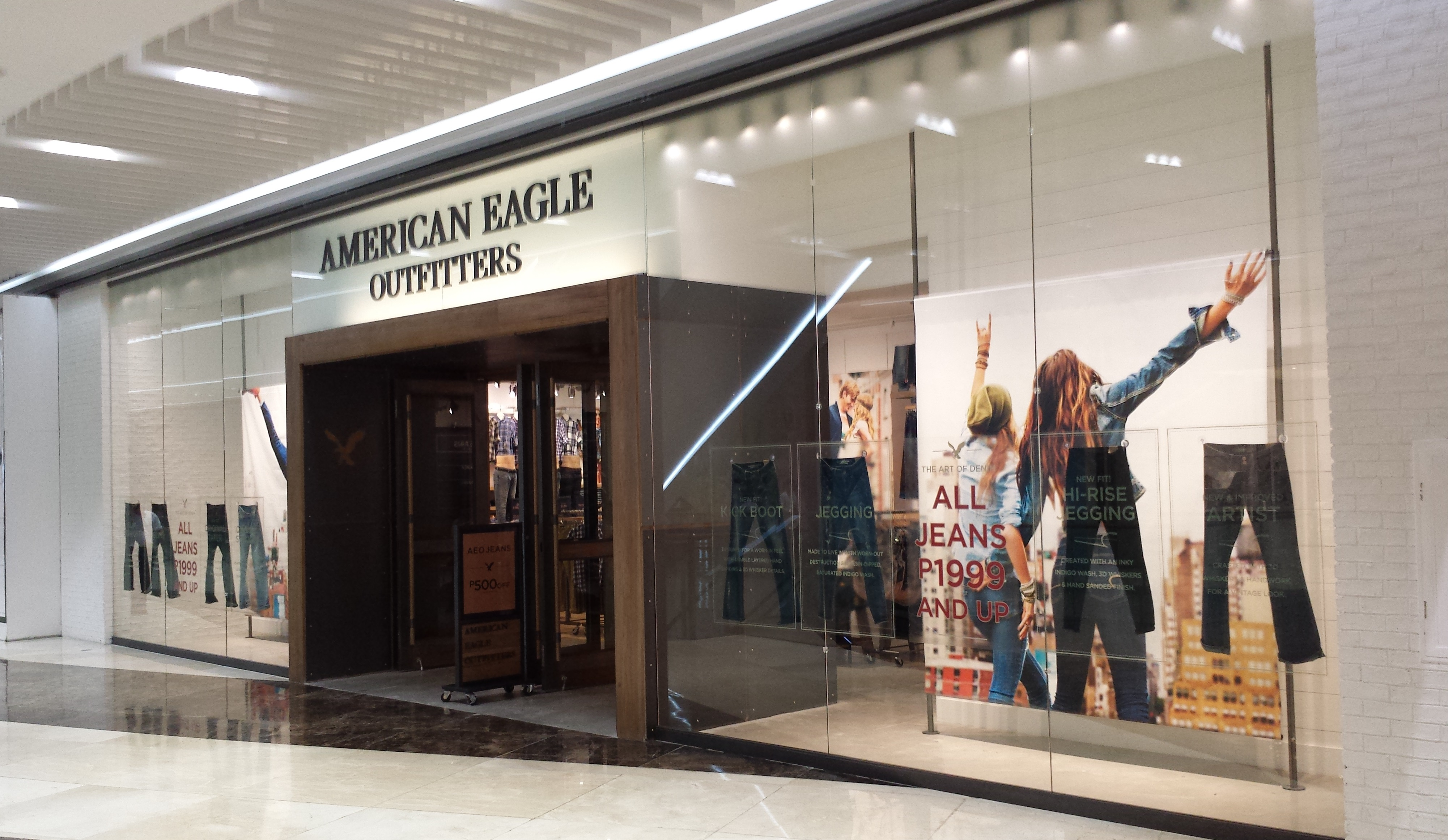
Tienda 'American Eagle Outfitters' en el centro comercial SM Aura Premier en Bonifacio Global City, Metro Manila, Filipinas

American Eagle nació como compañía de la familia Silverman, dueños de Silvermans Menswear. Para mediados de los años 70, dos de los hermanos Silverman (de la tercera generación) manejaban el negocio. Jerry Silverman como presidente y director ejecutivo, mientras Mark Silverman ocupaba el puesto de vicepresidente y jefe de operaciones. Los hermanos estaban convencidos de que sus productos debían diversificarse, por lo que, consecuentemente, abrieron invirtiendo en cadenas. Su primer proyecto fue American Eagle Outfitters en 1977, posicionándose como marca propietaria de ropa informal, zapatos y accesorios para mujer y hombre, haciendo énfasis en un mercado deportivo (montañismo, excursionismo, etc.). Se comenzaron a establecer tiendas en centros comerciales extendiéndose de manera importante a lo largo de los 80. En 1989, los dueños decidieron reconstruir el concepto vendiendo sus otras tiendas de distribución. Para ese entonces ya existían 137 tiendas de American Eagle Outfitters en el mundo, 37 solamente en los Estados Unidos.
A pesar de los planes para un alto crecimiento después de reordenar la empresa, American Eagle Outfitters abrió solamente 16 nuevas tiendas en 1991 y la compañía empezó a presentar pérdidas. En este punto los Schottensteins (quienes habían sido dueños del 50% de la compañía desde 1980) compraron la parte correspondiente a los Silverman. Este cambio de administración guio a la compañía a encontrar su giro original: ropa informal para hombre y mujer.
Cuando la compañía comenzó a cotizar en NASDAQ (1994), poseían 167 tiendas y un saludable flujo monetario, que, junto con la inyección de efectivo de IPO, les permitió abrir más de 90 tiendas en los siguientes años. Gran parte de los nuevos ejecutivos se unieron a la compañía entre 1995 y 1996, definiendo otro cambio en el objetivo demográfico. La compañía decide incrementar el mercado femenino y centrarse en personas entre los 18 y 32 años. La estrategia funcionó y durante los siguientes cinco años, los ingresos se quintuplicaron a mil millones de dólares para el 2000. Al 28 de enero de 2012, American Eagle contaba con 911 tiendas de la marca, 158 independientes, 2177 dirigidas a niños y 21 franquicias en 10 países. El 22 de enero de 2014, Robert Hanson dejó la presidencia a cargo de Jay Schottenstein.

### Finanzas y Operaciones
El 15 de marzo de 2005, la compañía hizo un ajuste en la contabilidad de los gastos en alquileres y subsidios de construcción después de que la bolsa de cambio y valores identificara compañías con irregularidades en el conteo fiscal de los activos. Debido a una “decepción en la presentación de producto en la línea para mujeres”, American Eagle reportó un incrementó de 3% en sus ganancias y disminuyó el precio de las acciones durante el segundo trimestre del 2013.

## Corporativo y Oficinas Centrales
A mediados del 2007, American Eagle Outfitters mudó sus oficinas centrales de Warrendale, Pensilvania, a una locación más urbana, SouthSide Works en Pittsburgh. El costo de los edificios y la propiedad colindante fue de aproximadamente $21 millones (excluyendo los terminados y costos adicionales de la construcción). Las oficinas están ubicadas en 19 Hot Metal Street y 77 Hot Metal Street, simbolizando la apertura de la primera tienda en 1977. Las instalaciones de Southside Works Campus incluyen un garaje privado, un taller para cada marca, estudio de fotografía y una cafetería. Otras de sus oficinas están ubicadas en Nueva York (diseño y producción).

### Relaciones con el personal
En junio de 2008, la compañía firmó un contrato exclusivo para su personal con la compañía JBCStyle. El contrato abarcaba todo el personal independiente que American Eagle Otfitters requería. La compañía contrató, también, a la empresa hermana de JBCStyle, Jonathan Beth Consultants para administrar las nóminas de los empleados de la corporación. American Eagle Outfitters renovó su contrato con JBCStyles por dos años más.

### Contrato de franquicia
En junio de 2009, la compañía firmó un contrato de franquicia con M. H. Alshaya, uno de los líderes minoristas del medio oeste. El contrato consistía en la introducción de las tiendas fuera del mercado estadounidense, con apertura de las primeras dos tiendas en Dubái y Kuwait el 16 y 25 de marzo de 2010, respectivamente y una tienda, el 15 de octubre de 2011, en Kaslik cerca de Beirut, Líbano. Otra tienda abriría en Hamra, Beirut en junio de 2012.

## Tiendas y Otras Marcas
La tienda usa estantes, mesas y percheros de madera clara. En tiendas de gran volumen, la ropa es colgada en percheros de madera, y las tiendas de poco volumen poseen percheros negros básicos. Usualmente hay sillas o sofás acompañados de televisores pantalla plana. En general, los pisos suelen ser de madera o concreto. El tema y la presentación de la tienda cambian basados en la línea de temporada y las promociones. Se pone música a bajo volumen para satisfacer a las personas mayores.

### Aerie
En febrero del 2006, American Eagle lanzó la sub-marca de lencería Aerie, enfocada a mujeres estadounidenses de entre 15 y 21 años. Aparte de ropa de lencería, con gran variedad de sostenes y otras prendas interiores, la línea Aerie vende, también, ropa de cama y deportiva. Lo que inició como una sub-marca pronto se convirtió en una tienda individual, ofreciendo una línea de ropa fitness llamada aerie f.i.t. La marca se vende en tiendas American Eagle Outfitters, en línea mediante la página web de American Eagle y en tiendas individuales. La primera tienda individual de aerie abrió en agosto del 2006 en Greenville, S.C. con dos más ese mismo año. Hasta diciembre de 2010, había 147 tiendas individuales de Aerie en los Estados Unidos y Canadá.
Aerie REAL es una campaña de imagen lanzada en primavera de 2014 en respuesta a los anuncios de American Eagle de enero del 2014. AEO anunció que iban a dejar de utilizar supermodelos y retoques digitales en modelos para fomentar una imagen personal positiva. La campaña REAL de Aerie cuenta con modelos de todas las tallas, como la británica Iskra Lawrence, y para todas sus marcas de belleza y tatuajes. La campaña se ejecuta con el hashtag #aerieREAL en Instagram y Twitter. Los usuarios que suben y etiquetan sus fotos con el hashtag #aerieREAL son incluidos en aerie.com. La galería #aerieREAL no sólo estaba destinada a incluir fotos de sus consumidores, sino a permitir al resto del público comprar los outfits de cada uno. Además, el movimiento consistía en una guía de sostenes con tallas desde 30A hasta 40DD usados por modelos con cuerpos similares. La experiencia de compra personalizada incluye una hotline de “Habla con una chica real” con expertos en estilo y salud. Aerie utiliza Twitter, Google+ y otras plataformas sociales para iniciar conversaciones y dar consejos a su audiencia. La pregunta “¿Qué significa #aerieREAL para ti?” está ganando la atención de la comunidad en Facebook, Twitter y otros canales de aerie.

### Martin + Osa
Este es el segundo concepto individual de estilo de vida de la compañía, lanzado en 2006. Se enfocaba en hombres y mujeres de 28 a 40 años de edad. Exhibía suéteres y ropa casual dirigida a una audiencia más madura. Vendían, también, productos de Fred Perry, Ray-Ban, Adidas, Onitsuka Tiger, y HOBO International. En marzo del 2010, la administración anunció que las 28 tiendas Martin + Osa cerrarían, después de un éxito fallido, causando que AEO, Inc. perdiera alrededor de $44 millones de dólares.

### 77kids
En octubre del 2008, American Eagle lanzó 77kids, una línea de ropa enfocada a niños de 2 a 10 años de edad. Inició como un concepto en línea hasta que en julio de 2010, AEO abrió la primera tienda independiente en The Mall at Robinson en Pittsburgh, PA, seguida por ocho más ese mismo año. La expansión continuó. Las tiendas 77kids debían ser una experiencia de compra divertida, incluyendo juegos interactivos y actividades dentro de la tienda para que los niños jugaran mientras hacían sus compras.
El 15 de mayo de 2012, American Eagle Outfitters anunció la venta o cierre de las 22 tiendas de 77kids para finales del mismo año. Robert Hanson, CEO desde enero de 2012, dijo que 77kids tuvo una pérdida de aproximadamente $24 millones de dólares después de los impuestos del año fiscal 2011. El 3 de agosto de 2012, American Eagle Outfitters completó la venta de 77kids a Ëzrani 2 Corp, una compañía formada por Ezra Dabah, anterior presidente y CEO de “The Children’s Place”. Ezrani renombró a las tiendas "Ruum" en 2013.

## New American Music Union
Del 8 al 9 de agosto de 2008, American Eagle fue patrocinador principal de New American Music Union, un festival musical en SouthSide Works, Pittsburgh. El concierto contó con la participación de Gnarls Barkley, Spoon, The Raconteurs y Bob Dylan. El festival planeaba festejarse anualmente, sin embargo American Eagle dejó de utilizar la música como un elemento de marketing acabando con el festival.

## Controversias

### Huelga
En el 2004, el sindicato de trabajadores textiles y de ropa UNITE HERE lanzó el boicot de regreso a clases “American Vulture” en protesta de la presunta violación de derechos de los trabajadores canadienses por National Logistics Services (NLS). En una conferencia durante el segundo cuarto del 2007, James O’Donnell, CEO de American Eagle, aclaró la relación de la empresa con NLS y sus efectos en el negocio: 

Poseíamos NLS con la adquisición de Braemar en el 2000. NLS fue vendida en 2006, y actualmente somos sólo clientes… No tenemos participación alguna en Unit Here ni NLS. Nuestra única participación es, básicamente, como clientes.

### Demandas de Abercrombie & Fitch
Desde 1999, Abercrombie & Fitch ha demandado a American Eagle Outfitters por lo menos tres veces por supuesto plagio de diseños y publicidad. American Eagle ha defendido su postura estableciendo que los diseños no poseen derechos de autor, por lo tanto, no pueden impedir la realización. Sin embargo, los diseños de American Eagle han mostrado una tendencia distante a la de Abercrombie & Fitch. La mercancía ofrecida por American Eagle se considera ropa rentable "retro/vintage", mientras la mercancía Abercrombie & Fitch se ha convertido en una línea "casi de lujo " con "muy buen gusto", de alto grado, moda de alto precio, al mismo nivel de empresas como Polo Ralph Lauren.

### Campaña publicitaria de Sydney Sweeney

La campaña publicitaria "Sydney Sweeney Has Great Jeans" se exhibe en una tienda de Orlando, Florida.

El 23 de julio de 2025, American Eagle lanzó una campaña protagonizada por la actriz Sydney Sweeney, en la que se promocionaba como poseedora de "good jeans", en un juego de palabras con "good genes".  Algunos medios compararon el anuncio con una campaña similar de Calvin Klein que presentaba a Brooke Shields, de 15 años.  El precio de las acciones de American Eagle Outfitters subió un 10 % tras el anuncio de la campaña, y fue objeto de debate entre los inversores minoristas en foros de acciones de memes, que recientemente habían impulsado el alza de las acciones de Kohl's. La campaña se diseñó para mejorar las ventas entre los clientes de la Generación Z en medio de la incertidumbre sobre el aumento de los costos debido a los aranceles, y, según se informa, fue la campaña más cara de la compañía hasta la fecha.
Inicialmente, la mayor parte del sentimiento en redes sociales hacia la campaña fue positivo y apolítico. Sin embargo, a finales de julio, algunos usuarios de redes sociales comenzaron a acusar a la campaña de «estar sobresexualizada y usar una retórica asociada con la eugenesia y la supremacía blanca». The New York Times informó posteriormente que las reacciones negativas en redes sociales habían provenido "casi en su totalidad de un puñado de cuentas con relativamente pocos seguidores"; los medios de derecha amplificaron y criticaron esa limitada reacción negativa, lo que a su vez incrementó las críticas de izquierda.
Las críticas se intensificaron con un video viral del profesor universitario Sayantani DasGupta, quien afirmó que la campaña estaba "realmente imbuida de mensajes eugenésicos". The Guardian, CNN y el HuffPost entrevistaron a comentaristas de moda, académicos y expertos en relaciones públicas, varios de los cuales apoyaron las críticas a la campaña.
Los comentaristas de derecha criticaron las reacciones negativas al anuncio, calificándolo de "conciencia política" y "formar parte de la cultura de la cancelación". El vicepresidente estadounidense J.D. Vance declaró que los demócratas decidieron "atacar a la gente como nazis por pensar que Sydney Sweeney es hermosa", y el presidente Donald Trump elogió el anuncio como "el anuncio más atractivo del momento". Unas horas después del comentario de Trump, el precio de las acciones de American Eagle subió aproximadamente un 23%.
The New York Times, The Independent y Deadline afirmaron que «la controversia estaba siendo en gran medida fabricada por la derecha política y los políticos conservadores». The Atlantic y Los Angeles Times consideraron exageradas las reacciones de ambos bandos y describieron todo el asunto como parte de las guerras culturales y una distracción de los acontecimientos políticos.
El 1 de agosto, American Eagle respondió a la controversia, afirmando que la campaña publicitaria de Sweeney "es y siempre fue sobre los jeans". Según datos minoristas, el tráfico peatonal en las tiendas AE disminuyó después del lanzamiento de la campaña durante dos semanas consecutivas, aunque los expertos no estaban seguros de si la campaña de Sydney Sweeney había contribuido directamente a la disminución.
La campaña también desencadenó una tendencia en TikTok conocida como "good genes" entre las hermandades universitarias en sus clips de reclutamiento.